# Víctor Marte
Víctor Manuel Marte (nacido el 8 de noviembre de 1980 en Puerto Plata) es un lanzador dominicano de Grandes Ligas en la organización de los Cardenales de San Luis. Mide 6 pies y 6 pulgadas (1,98 metros) de altura y pesa 265 libras (120 kilogramos).
Marte lanzó para los Hiroshima Toyo Carp en el béisbol profesional japonés antes de firmar con  los Reales de Kansas City el 15 de diciembre de 2000.